# Openclipart

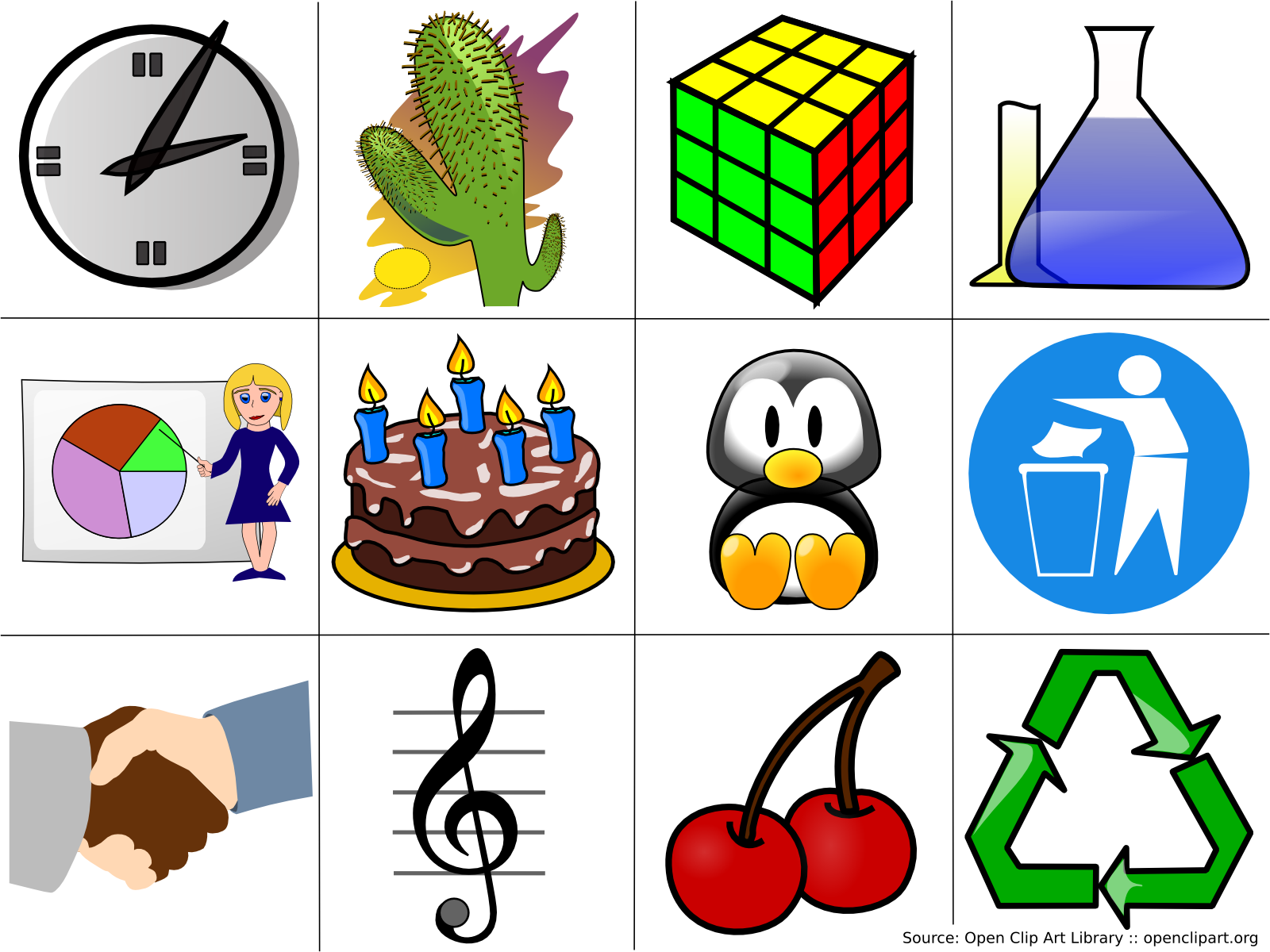
Exemplos de cliparts do Open Clip Art Library

Openclipart é um projeto internacional que objetiva criar uma coleção de cliparts vetoriais livres .

## História
O projeto foi criado pelos desenvolvedores do software Inkscape Jon Phillips e Bryce Harrington para colecionar designs de bandeiras de todo o mundo, sendo inspirado pelos esforços de colecionar bandeiras criadas por usuários do software de desenho vetorial Sodipodi. Ao longo do tempo, a OCAL progrediu e os objetivos do projeto foram estendidos para clipart, em geral.

## Infraestrutura
Para administrar tamanha coleção de imagens, o projeto adotou o software ccHost, da Creative Commons.

## Distribuição
Algumas distribuições Linux, incluindo Mandriva e Ubuntu, incluem boa parte da coleção da Open Clip Art Library, empacotada como svg, png ou formatos do Open Office. Tais coleções baseiam-se no release de 2005 da Open Clip Art Library, anterior à implantação do ccHost, já que tem sido impossível extrair coleções completas de imagens do software.

## Acervo
Todas as imagens são colocadas em domínio público por seus contribuidores. Elas são armazenadas no formato SVG, com thumbnail no formato PNG.
Já em outubro 2007, ele continha mais de 10.000 imagens de 500 artistas e oferecia a coleção inteira para download grátis.
Em março 2009, a versão ccHost do projeto ultrapassou a marca de 10.000 imagens novas e migradas.